# Giuliana Boldrini
Giuliana Boldrini (Firenze, 29 febbraio 1932) è una scrittrice, sceneggiatrice e traduttrice italiana.

## Biografia
Giuliana Boldrini nasce nel 1932 a Firenze. Risiede a Lastra e Signa paese della Città Metropolitana di Firenze. Si laurea presso l'Università di Firenze nel 1953 con una tesi su Sofocle, ha una laurea in filologia greca e insegna nella scuola dell'obbligo.
Le opere di Giuliana Boldrini, sono quasi tutte rivolte all'infanzia e tutte caratterizzate dall’ambientazione nei tempi passati, dall'antichità all'età moderna, passando per la civiltà etrusca, greca, romana e il medioevo. È anche una raffinata traduttrice dal tedesco, lingua che conosce molto bene.
Per la Boldrini scrivere di storia vuol dire ricostruire, con tutta l’esattezza di documentazione che la ricerca storica esige, la vita quotidiana delle genti che ci hanno preceduto nel tempo e hanno sperimentato prima di noi le eterne vicende dell’evoluzione umana, con i suoi slanci e le sue ricadute, il fiammeggiare degli ideali e la forza nera degli egoismi, della violenza, dell’ignoranza superstiziosa e feroce.
Insegnare la storia ai ragazzi attraverso la narrazione è l’unico modo, secondo la scrittrice, di stimolare l’interesse, la fantasia, la riflessione, di portarli a riconoscersi nelle persone del passato, cioè in uomini che hanno affrontato e risolto problemi e ostacoli che sono, in fin dei conti, gli stessi del presente e dell’avvenire.
Per questa loro caratteristica i romanzi della Boldrini non sono storici nel senso tradizionale della definizione, anzi, più che romanzi storici si potrebbero chiamarli “ viaggi la ricerca dell’uomo nel tempo”.
Le prime opere di quest’autrice (“Il segreto etrusco” e “Il leone di Micene”) dimostrano la validità dell’idea ispiratrice con le traduzioni in inglese, tedesco e francese.
Vince il primo e secondo premio letterario di Castello (1968) e il premio Villa Benia di Rapallo (1968) e riceve la segnalazione al premio Caorle. Dopo le prime opere ne seguirono altre tra cui “Il sigillo dell’Imperatore” che ha ottenuto nella seconda edizione, 1973, del Premio di letteratura per ragazzi “Monza” il premio di scrittura braille. Riconoscimento letterario coordinato dalla Biblioteca italiana per Ciechi.

## Pubblicazioni

### Libri per l'infanzia
- Giuliana Boldrini,  Il segreto etrusco, Firenze: Vallecchi, 1965 (poi: 1969 e 1974; poi: Edizioni Scolastiche Bruno Mondadori, 1980)[3]; nel 1976 ne esce una edizione in lingua tedesca (Der Etruskische Leopard)[4] e nel 1979 una in lingua inglese (The Etruscan Leopards)[5]
- Giuliana Boldrini, Il leone di Micene, Firenze: Vallecchi, 1967 (poi: 1969 e 1974; poi: Edizioni scolastiche B. Mondadori, 1981); esce nella collana "Le Piramidi";[6] nel 1973 ne esce una edizione in lingua tedesca (Der Löwe von Mykene)[7]
- Giuliana Boldrini, Ragazzi in vendita: storia del lavoro infantile, illustrazioni di Azum Balzola, Milano: Il Saggiatore, 1968; esce nella collana "Il Saggiatore Ragazzi"[8]
- Giuliana Boldrini, Maja delle streghe, Milano: B. Mondadori, 1971 (poi: 1977, 1979, 1988 e 1990)[9]
- Giuliana Boldrini, Il sigillo dell'imperatore, Firenze: Vallecchi, 1973 (poi: B. Mondadori, 1979; A. Mondadori, 1982; B. Mondadori, 1983, 1988 e 1989)[10]
- Giuliana Boldrini, Verso le idi di marzo, illustrazioni di Paulus Scharff, Milano: A. Mondadori, 1975[11]
- Giuliana Boldrini, Ragazzi in vendita, a cura di Carla Poesio, Milano: Edizioni scolastiche B. Mondadori, 1974 (poi: 1976, 1977 e 1979); "È la ristampa di un volume edito nel 1968 e che a tutt'oggi non ha perso la sua validità ed efficacia"[12]
- Giuliana Boldrini, Carcere minorile: racconto documento, presentato da Gian Paolo Meucci, Roma: Editori Riuniti, 1977 (poi: 1978 e 1982); esce nella collana "BIblioteca Giovani"[13]
- Giuliana Boldrini, Storie di ragazzi come noi, Milano: Edizioni scolastiche B. Mondadori, 1987 (poi: 1989 e 1990)[14]
- Giuliana Boldrini, I tamburi di Masaniello, Milano: Bruno Mondadori, 1985[15]
- Giuliana Boldrini, Ragazzi soli: storie dal carcere minorile, con un commento di Francesco Scarcella, Milano: Edizioni scolastiche B. Mondadori, 1992[16]

### Traduzioni e curatele di libri
- Baumann Hans. Oro e Dei del Peru, Trad. Giuliana Boldrini. Edizioni Vallecchi, 1969[17]
- Klara Jarunkova, Storia di miro, Presentazione Giuliana Boldrini. Edizioni Salani, 1976[18]
- Baumann Hans. Il figlio di Colombo, Trad. Giuliana Boldrini. Mondadori Bruno Scolastica, 1991[19]
- Giuliana Boldrini, Etruscan Leopards, Editore: Pantheon, 1968[4]
- Giuliana Boldrini, Der etruskische Leopard, Editore: Maier, 1981[4]
- Erika Mann, Till e gli amici del coro, presentazione di Giuliana Boldrini, commento di Giampaolo Boccardi, Firenze: Salani, 1985
- Annika Skoglund, Vita di Marie L.: romanzo, traduzione di Giuliana Boldrini, Roma: Editori Riuniti, 1983
- Robert Bigot, Le luci dell'alba: Pascal, testimone della Comune, a cura di Giuliana Boldrini, Milano: B. Mondadori, 1980
- Albert Lichanow, Alioscia, presentazione di Carlo Cassola, traduzione dal tedesco di Giuliana Boldrini, Firenze: Salani, 1976
- Erika Mann, Il coro degli uccelli migratori, traduzione di Giuliana Boldrini, Firenze: Vallecchi, 1964
- Rolf Schneider, Un amico e un sacco a pelo, traduzione dal tedesco di Giuliana Boldrini, Roma: Editori Riuniti, s.d. (Biblioteca Giovani)
- Ignazio Silone, Vino e pane, a cura di Giuliana Boldrini, Milano: B. Mondadori, 1977

### Sceneggiature per la RAI TV
- Giuliana Boldrini, La legge, Miniserie televisiva di Mino Guerrini, 1973
- Giuliana Boldrini, Il vero coraggio, Miniserie televisiva di Mino Guerrini, 1973

### Pubblicazioni di racconti pubblicati sulil Pioniere de l'Unità
Di seguito i racconti di Giuliana Boldrini pubblicati su il Pioniere de l'Unità.
| Genere   | Titolo                            | Anno | Nr. | Pagina |
| Racconto | Terrore sul mare                  | 1965 | 22  | Pag. 4 |
| Racconto | Alla ricerca degli Eutruschi      | 1965 | 27  | Pag. 4 |
| Racconto | Abi, ragazzo egiziano             | 1965 | 40  | Pag. 4 |
| Racconto | Le colossali opere degli egiziani | 1965 | 41  | Pag. 4 |
| racconto | Nella miniera del Laurion         | 1965 | 43  | Pag. 4 |
| Racconto | Con Spartaco                      | 1965 | 46  | Pag. 4 |
| Racconto | Betto l'ardimentoso               | 1965 | 49  | Pag. 4 |
| Racconto | Nascita di un bandito             | 1966 | 1   | Pag. 8 |
| Racconto | L'avventutura di Antonello        | 1966 | 5   | Pag. 4 |
| Racconto | Prigionieri nell'isola del vetro  | 1966 | 9   | Pag. 4 |
| Racconto | Teresin. Piccinina torinese       | 1966 | 12  | Pag. 4 |
| Racconto | Un Caruso tra i lupi              | 1966 | 17  | Pag. 4 |
| Racconto | Ragazzi di Prato                  | 1966 | 23  | Pag. 4 |
| Articolo | Un abisso di solitudine           | 1966 | 36  | Pag. 4 |

## Premi letterari
- Premio Castello[22]
  - 1965, Il segreto etrusco, Firenze, Vallecchi. Tradotto e pubblicato in Germania, Francia, Inghilterra, Stati Uniti
  - 1968. Il leone di Micene, Firenze, Vallecchi.
- Premio Villa Benia a Rapallo (ex aequo) 1968 Il leone di Micene, Firenze, Vallecchi. Tradotto anche in tedesco.
- Premio Monza, Il sigillo dell’imperatore, Firenze, Vallecchi, 1973. (nella rosa dei cinque finalisti). Il premio viene assegnato della Biblioteca italiana per ciechi, ed è particolarmente caro all’autrice perché ne era prevista la stampa in Braille